# Metal Blade Records
Metal Blade Records – niezależna wytwórnia płytowa, powstała w 1982 roku z inicjatywy Briana Slagela. Jej biura znajdują się m.in. w USA, Japonii i Niemczech. Dystrybucję wydawnictw w USA prowadzi Sony BMG Music Entertainment/RED Distribution.
Obecnie wytwórnia prowadzi sprzedaż i realizuje wydawnictwa takich grup muzycznych i wykonawców, jak: Slayer, The Absence, Amon Amarth, Ancient, John Arch, Armored Saint, As I Lay Dying, Behemoth, Behold... The Arctopus, Believer, Beyond the Embrace, The Black Dahlia Murder, Cannibal Corpse, Cellador, Goatwhore, Into The Moat, Bolt Thrower, 3, King Diamond, The Ocean Collective, Unearth, Fueled by Fire, Winter Solstice, Vader, Tourniquet, Fates Warning, Jacob’s Dream, Neal Morse, Mortification, Nasty Savage, Ed Gein, Lizzy Borden oraz Six Feet Under.